# Hasenmatt
Die Hasenmatt ist ein 1445 m ü. M. hoher Berggipfel im Schweizer Jura. Sie liegt rund 8 km nordwestlich der Stadt Solothurn auf dem Gemeindeboden von Selzach und bildet die höchste Erhebung des Kantons Solothurn.
Die Hasenmatt ist Teil der Weissenstein-Kette, der südlichsten Jurakette, die steil gegen das Schweizer Mittelland hin abfällt. Im Norden wird die Hasenmatt vom Tal des Bantlibachs begrenzt, der via Gänsbrunnen zur Birs entwässert. Nach Westen setzt sich der Bergkamm in der Stallflue (1409 m ü. M.) und der Wandflue (1399 m ü. M.) fort, nach Osten in der Gitziflue (1329 m ü. M.) und der Geissflue.
Im Wald unterhalb der Hasenmatt auf etwa 1200 m Höhe steht eine alte Eibe, deren Alter auf etwa 1000 Jahre geschätzt wird, wahrscheinlich der älteste Baum im Kanton Solothurn.

## Geologie
In strukturgeologischer Hinsicht bildet die Hasenmatt eine Antiklinale des Faltenjuras. Durch Erosion wurde der Scheitelbereich dieser Antiklinale an Schwachstellen aufgebrochen und zu einem grossen Teil abgetragen. Dadurch kamen die darunter liegenden, weicheren Mergel der Effingerschichten und teilweise der Hauptrogenstein aus der mittleren Jurazeit (Dogger) zum Vorschein. Die Hasenmatt bildet den südlichen Schenkel der Antiklinale und ist aus kompetenten Gesteinsschichten der Sequan- und Kimmeridgekalke aufgebaut (oberer Malm).

## Tourismus
Die steilen Flanken der Hasenmatt sind mit dichten Buchen- und Tannenwäldern bestanden, nur gerade der Gipfelbereich wird von einer Juraweide bedeckt. An klaren Tagen bietet sich von der Hasenmatt ein prachtvolles Alpenpanorama, das vom Mont Blanc bis zum Säntis reicht. Der Berg gilt als schöner Aussichtspunkt und Naherholungsziel für die Region Solothurn. In die Nähe des Gipfels führt eine Strasse, dort gibt es einen Startplatz für Gleitschirmflieger.
Der Aufstieg erfolgt von Lommiswil via Schauenburg oder Althüsli in 3–4 Stunden Marschzeit. Vom Weissenstein (1294 m ü. M.) ist die Hasenmatt in 2 Stunden Marschzeit leicht erreichbar. Über die Hasenmatt verläuft der Planetenweg Weissenstein, der vom Kurhaus Weissenstein zum Grenchenberg führt.

360°-Panorama Hasenmatt
Alpensicht